# Uche Okechukwu
Uche Alozie Okechukwu Santos Emanuel, in lingua turca Deniz Uygar (Lagos, 27 settembre 1967), è un ex calciatore nigeriano, di ruolo difensore.

## Carriera

### Club
Difensore centrale di notevole forza fisica, Okechukwu inizia la carriera nel Flash Flamingoes, e passa all'Iwuanyanwu Nationale nel 1988, vincendo due titoli nigeriani nel 1988 e nel 1989. Nel 1990 debutta anche in nazionale e viene acquistato dai danesi del Brondby IF, squadra nella quale trova spazio e segna diverse volte, 10 in 61 partite.
Nel 1993 si trasferisce in Turchia, al Fenerbahçe, dove rimane per 9 anni, giocando quasi 200 partite e segnando 19 gol. Okechuwku ottiene anche la cittadinanza turca, con il nome di Deniz Uygar. Nel 2002 si trasferisce all'İstanbulspor, dove però gioca molto poco, 23 partite in 4 stagioni, e decide a quasi 40 anni di tornare in Nigeria, dapprima all'Ocean Boys F.C. e successivamente al Bayelsa United, con cui ha concluso la sua carriera nel 2009.

### Nazionale
Con la nazionale di calcio nigeriana ha esordito in occasione della Coppa delle nazioni africane 1990, e ha disputato due edizioni del mondiale, Stati Uniti 1994 e Francia 1998. Ha fatto parte della squadra medaglia d'oro Olimpica ad Atlanta 1996.

## Palmarès

### Club
- Campionato nigeriano di calcio: 2

Iwuanyanwu Nationale: 1988, 1989
- Campionato danese: 2

Brøndby: 1990, 1991
- Campionato turco: 2

Fenerbahçe: 1995-1996, 2000-2001

### Nazionale
- Coppa d'Africa: 1

1994
- Oro olimpico: 1

Atlanta 1996